# Torreilles
Torreilles (în catalană Torrelles de la Salanca) este o comună în departamentul Pyrénées-Orientales din sudul Franței. În 2009 avea o populație de 3.129 de locuitori.

## Evoluția populației
| An        | 1975  | 1982  | 1990  | 1999  | 2006  | 2009  |
| --------- | ----- | ----- | ----- | ----- | ----- | ----- |
| Populație | 1.215 | 1.492 | 1.775 | 2.072 | 3.025 | 3.129 |